# آلکساندر آلاوردیان
آلکساندر گریگوری آلاوردیان (ارمنی: Ալեքսանդր Գրիգորի Ալավերդյան؛  زادهٔ ۶ ژوئن ۱۹۲۳) آسیب‌شناس، استاد اهل ارمنستان است.

## زندگی‌نامه
وی در ۶ ژوئن ۱۹۲۳ در ایروان به دنیا آمد و از دانشگاه پزشکی دولتی ایروان (۱۹۴۹) و نخستین دانشگاه دولتی پزشکی مسکو فارغ‌التحصیل گشت. همچنین برندهٔ جوایزی همچون مدال مخیتار هراتسی (۲۰۰۳) شده است.

## یادداشت
1. ↑  բժշկական գիտությունների դոկտոր
2. ↑  Մոսկվայի Ի. Սեչենովի անվան առաջին պետական բժշկական համալսարան
3. ↑  ախտաբան-անատոմ